# 서부노랑박쥐
서부노랑박쥐(Lasiurus xanthinus)는 애기박쥐과에 속하는 박쥐의 일종이다. 멕시코와 미국 남서부에서 발견된다. 미루나무와 버즘나무 그리고 참나무와 같은 나무에서 앉아 머무른다. 가능한 경우, 서부노랑박쥐는 앉아 머무는 장소로 종려나무를 둘러싼 죽은 잎을 사용한다.